# Margarinotus obscurus
Margarinotus obscurus är en skalbaggsart som först beskrevs av Johann Gottlieb Kugelann 1792.  Margarinotus obscurus ingår i släktet Margarinotus och familjen stumpbaggar. Enligt den svenska rödlistan är arten nära hotad i Sverige. Arten förekommer i Götaland, Gotland och Öland. Artens livsmiljö är jordbrukslandskap. Inga underarter finns listade i Catalogue of Life.